# اليوم في صف 5-2
اليوم في صف 5-2
(باليابانية: 今日の5の2، بالروماجي: Kyō no Go no Ni) (بالإنجليزية: Today, in Class 5-2)‏ هي سلسلة مانغا يابانية من تأليف كوهارو ساكورابا. نشرت من قبل كودانشا في مجلة يونغ بيساتسو منذ عام 2002 حتى عام 2003، وتم تجمع فصول المانغا في مجلد تانكوبون واحد، نشر من قبل كودانشا في 11 نوفمبر عام 2003. أنتجت المانغا إلى أوفا من أربعة حلقات من إخراج ماكوتو سوكوزا، صدرت في 24 مارس عام 2006 حتى 21 مارس عام 2007. أنتجت المانغا أيضا إلى مسلسل أنمي تلفزيوني من إخراج تسويوشي ناغاساوا من إنتاج استوديو زيبيك، عرض على تلفزيون طوكيو منذ 5 أكتوبر عام 2008 واستمر عرضه حتى 28 ديسمبر عام 2008، وتكون من 13 حلقة + أوفا.

## القصة
تدور أحداث القصة عن الحياة المدرسية للفصل الخامس الابتدائي، وعن حياة طالب اسمه ريوتا ساتو الذي كان منذ طفولته هو تشيكا كويزومي صديقين مقربين، حتى وصلا إلى حد الزواج.

## الشخصيات
ريوتا ساتو (باليابانية: 佐藤リョータ، بالروماجي: Satō Ryōta)
أداء صوتي: هوكو كواشيما، (أوفا) يو كوباياشي (أنمي)
تشيكا كويزومي (باليابانية: 小泉チカ، بالروماجي: Koizumi Chika)
أداء صوتي: ماي كادواكي، سايا إيري، (أوفا) أسامي شيمودا (أنمي)
يوكي أسانو (باليابانية: 浅野ユウキ، بالروماجي: Asano Yūki)
أداء صوتي: ميكاكو تاكاهاشي، جيسيكا [الإنجليزية] (أوفا)، ساتومي أكيساكا (أنمي)
كازومي آيهارا (باليابانية: 相原カズミ، بالروماجي: Aihara Kazumi)
أداء صوتي: ماميكو نوتو، رونا [الإنجليزية] ،(أوفا) ماكو (أنمي)
ناتسومي هيراكاوا (باليابانية: 平川ナツミ، بالروماجي: Hirakawa Natsumi)
أداء صوتي: ماريا ياماموتو (أوفا)، أزوسا تادوكورو (أنمي)
ميغومي هيداكا (باليابانية: 日高メグミ، بالروماجي: Hidaka Megumi)
أداء صوتي: كانا أويدا (أوفا)، يوكو هوندا (أنمي)
كوجي إيماي (باليابانية: 今井コウジ، بالروماجي: Imai Kōji)
أداء صوتي: يو أساكاوا (أوفا)، ميغومي ياماتو (أنمي)
تسوباسا كاواي (باليابانية: 河合ツバサ، بالروماجي: Kawai Tsubasa)
أداء صوتي: أياهي تاكاغاكي (أوفا)، أياهي تاكاغاكي (أنمي)

## وصلات خارجية
- موقع الأوفا الرسمي باللغة اليابانية
- Avex's website for the OVAs' DVDs باللغة اليابانية
- @Entertainment's Website for OVA باللغة اليابانية
- موقع الأنمي الرسمي باللغة اليابانية
- اليوم في صف 5-2 على موقع تلفزيون طوكيو باللغة اليابانية
- موقع الأوفا الجديدة الرسمي باللغة اليابانية